# برص الرمال الخليجي
برص الرمال الخليجي (الاسم العلمي Pseudoceramodactylus khobarensis)، نوع من السحالي الليلية من فصيلة الوزغية. صغير القد لا يتعدا طوله 15 سم. مواطنه شبه الجزيرة العربية،إضافة إلى ايران.